# Miloš Jelínek
Miloš Jelínek (Brno, 10 de març de 1947) va ser un ciclista amateur txecoslovac, d'origen txec, que s'especialitzà en la pista. Va guanyar dues medalles als Campionats del món, i va participar en tres proves dels Jocs Olímpics de 1968.